# Choral-Synagoge (Krywyj Rih)

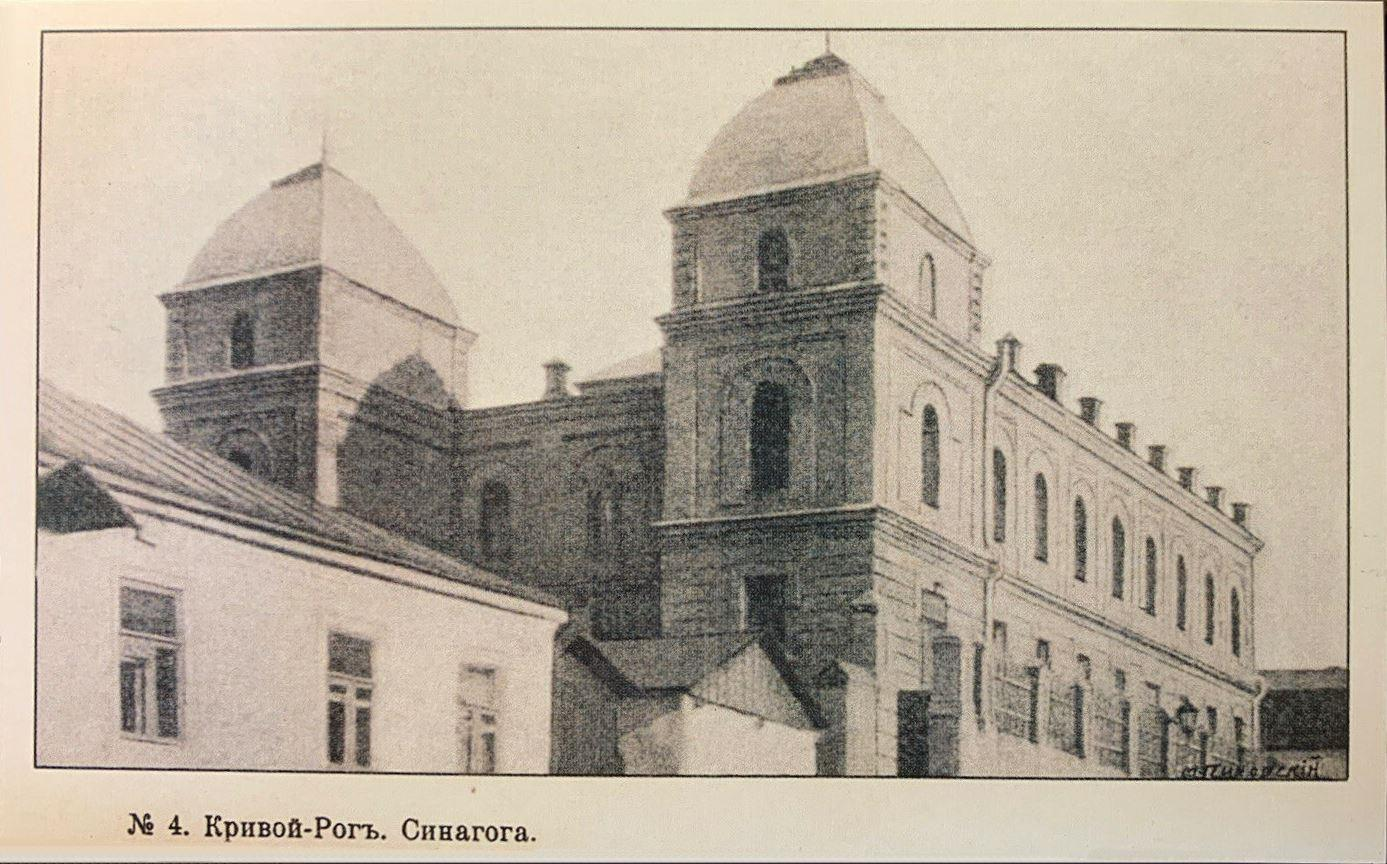
Choral-Synagoge in Krywyj Rih (zwischen 1904 und 1908)

Die Choral-Synagoge in Krywyj Rih, einer Großstadt in der südukrainischen Oblast Dnipropetrowsk, wurde 1899 im Stil des Historismus errichtet.
Das genaue Datum der Zerstörung ist nicht bekannt.